# 엘 카프리초역
엘 카프리초 역(스페인어: El Capricho)은 마드리드 지하철 5호선의 역이다. 마드리드 바라하스 구의 알라메다데오수나 지역에서 베르데 데 라 가솔리다 로와 피노스 데 오수나 거리가 만나는 교차로 바로 전에 자리잡고 있다. 요금구역상으로는 A구역에 속한다.

## 역사
2006년 11월 24일 5호선이 알라메다 데 오수나 역까지 연장되면서 처음 영업에 들어갔다. 널찍한 거리에 맞춰 지어진 역이라서 알라메다 데 오수나 역과 함께 내부공간이 제일 넓은 역으로 꼽힌다.
2014년 8월 2일부터는 5호선의 종점인 알라메다 데 오수나 역에서 토레 아리아스 역까지 모든 역의 시설정비 공사를 개시하였다. 특히 카니예하스 차량기지로 향하는 사선 우회로를 재정비하고, 신호기를 최신기술로 바꾸는 작업이 진행됐다. 공사는 2014년 8월 18일에 끝났다.

## 환승 정보
역 주변에 시내버스 정류장이 두 곳 있으며, 1개 노선만 다닌다.
버스
- 시내버스
  - 114번 노선 (주간)

지하철
| 마드리드 지하철    | 마드리드 지하철       | 마드리드 지하철         |
| ------------------ | --------------------- | ----------------------- |
| 알라메다 데 오수나 | 마드리드 지하철 5호선 | 카니예하스 카사 데 캄포 |